# Exorcist
Exorcist es una banda de speed metal satánico bajo el sello de Cobra Records.
ORIGEN:
Esta banda fue formada en el año 1985 por los miembros de Virgin Steele disfrazando sus nombres para el requerimiento del género, grabaron solo un álbum titulado Nightmare Theatre, esta misma agrupación fue la que formó también en el año 1986 la banda Speed/Power Metal Original Sin, nuevamente bajo el sello de Cobra Records disfrazando sus nombres pero con la hermana de David DeFeis en la voz principal.

MIEMBROS DE LA BANDA:

La banda Exorcist de izquierda a derecha: Geoff Fontaine - Damien Rath - Jamie Lock - Marc Dorian
- Datos: Q1384138